# Villa Björkudden

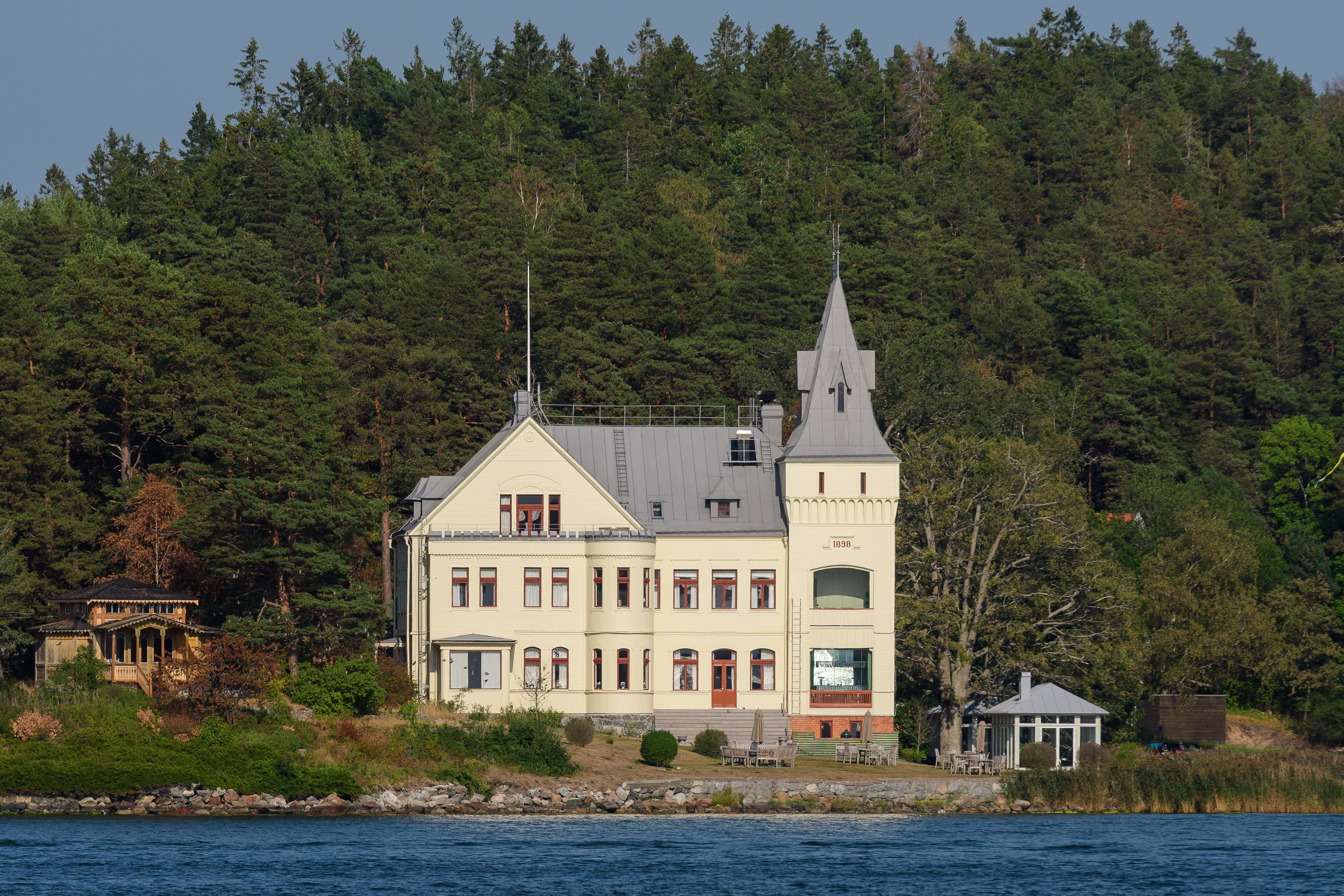
Villa Björkudden i augusti 2018.

Vy över Stockholmsutställningen 1897 med Villa Björkudden till vänster. I förgrunden Djurgårdsbron och till höger Nordiska museet.

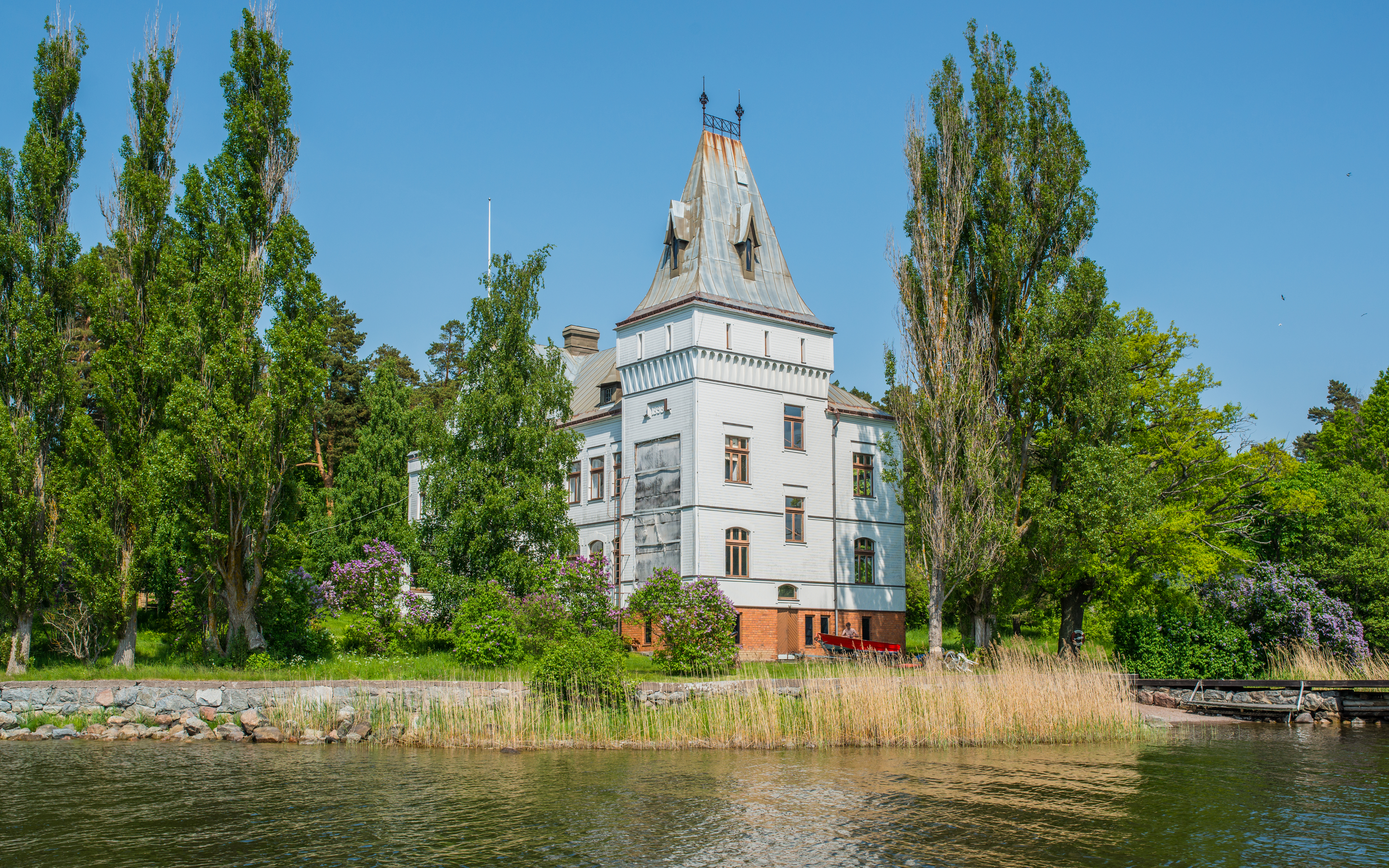
Villan 2013 före renoveringen.

Villa Björkudden är en sommarhus på Tynningö i Stockholms skärgård som ursprungliga uppfördes som administrationsbyggnad för Stockholmsutställningen 1897. Huset flyttades på pråmar 1898 till sin nuvarande tomt på Tynningö i Vaxholms kommun. Huset ritades av Fredrik Dahlberg som stod bakom många av utställningsbyggnaderna.

## Historik
Byggnaden uppfördes ursprungliga som administrationsbyggnad för Allmänna konst- och industriutställningen i Stockholm 1897 och var belägen vid Djurgårdsbron. Byggnaden hade ursprungligen en tegelfasad. Efter utställningen köptes huset av byggmästaren Per Johan Sjöqvist som lät flytta byggnaden på pråmar till en sjötomt på Tynningö. När byggnaden återuppfördes på Tynningö återanvändes merparten av byggnadsmaterialet men huset fick en ny grund i tegel som inrymde förråd och vinkällare.
Sjöqvist använde villan som sommarhus under ett decennium innan han sålde huset till bröderna Georg och Gustaf Steinwall. Bröderna Steinwall var viktiga aktörer i Stockholms krogliv och ägde bland annat Operakällaren. Efter att bröderna hade avlidit köpte 1943 Gustaf Åkerström huset från dödsboet och upplät det som flyktingförläggning. Bland flyktingarna som kom att bo i villan fanns många ester, bland annat den senare framstående författaren Helga Nõu.
Huset togs senare över av Grethe och Mauritz Fagerström som 1950 inrättade en ferieskola i byggnaden som drevs fram till 1967. Makarna Fagerström behöll huset i sin ägo och förvandlade det till ett kollektiv. Kollektivet fanns kvar i huset på 1970- och 1980-talet. I början på 1990-talet övertog sonen Peter ett ägande av fastigheten. Under hans ledning och även genom eget arbete påbörjades en omfattande renovering. Fasaden kläddes med träpanel. Helt nytt plåttak på huset. Renovering av balkongen. Ny brygga och en försiktig återställning av trädgården så att så mycket som möjligt skulle bevaras från förra sekelskiftet. 
Fastigheten kvarstod i familjen Fagerströms ägo till 2015 då det köptes av Sisyfosgruppen. Fortsatt upprustning påbörjades då. Bland annat har kakelugnar och öppna spisar återigen kunnat tas i bruk. Trädgården har förändrats då samtliga popplar som omgärdade huset har tagits bort. Dessa fungerade även som vindskydd och viss insynsskydd. Två stora björkar är också borta. Liksom fruktträd, häckar och trädgårdsland.